# 트렌토도
트렌토 자치도(이탈리아어: Provincia autonoma di Trento, 라딘어: provinzia autonoma de Trent, 독일어: Autonome Provinz Trient)는 이탈리아 최북단에 위치한 이탈리아의 자치도이다. 트렌토도와 볼차노도 등은 이탈리아 헌법에서 규정한 자치주 중 하나인 트렌티노알토아디제주를 이루고 있다. 166개 지자체 (코무네)로 이뤄져 있으며, 주도는 트렌토이다. 면적은 6,000 km2 (2,300 mi2) 이상을 이루고 있으며, 2019년에는 인구가 541,098명이었다. 트렌토도는 알프스산맥의 일부를 이루는 돌로미티 같은 산맥으로 유명하다.

## 어원
이 지역은 일반적으로 '트렌티노'라는 이름으로 알려져 있다. 이 명칭은 도청이 위치한 트렌토에서 전래하였다. 본래 트렌티노는 현지 주민들이 트렌토와 그 주변 일대를 일컫는 데 사용하던 용어였다. 19세기 (그 이전에는 현지 주교의 통치)부터 시작된 과거 오스트리아의 통치를 받던 시절, 트렌토도를 일컫는 일반적인 독일어 명칭은 '벨슈티롤' (Welschtirol, Walhaz가 합성된 단어로 외부의 티롤을 의미) 또는 '벨슈쥐티롤'(Welschsüdtirol, Walhaz/외부의 남티롤)이라 하거나 간단히 티롤의 남부 지역에 있다고 하는 이곳의 지리적 위치에 대한 언급으로서 남쪽 티롤을 의미하는 '쥐트티롤'(Südtirol)이라 하였다.
이에 대응되는 이탈리아어 명칭은 '티롤로 메리디오날레'(Tirolo Meridionale)로, 티롤 백국의 넓은 남부 지역을 과거에 묘사하는 데 쓰였으며, 특히 트렌티노 지역 그리고 이따금 오늘날의 볼차노도 지역 (Tirolo Italiano)를 묘사할 때 쓰였다. 넓은 의미에서, 트렌티노는 프랑크푸르트 국민의회의 한 의원이 쓴 글을 통해 1848년경 처음으로 사용되었고, 오스트리아의 좌파 지식인들 사이에서 인기 있는 용어로 사용되었다.
1972년에 신설된 자치 지위를 부여받은 이래로, 트렌토도의 행정 명칭은 트렌토 자치도(이탈리아어: provincia autonoma di Trento; 독일어: Autonome Provinz Trient)이다.

## 역사

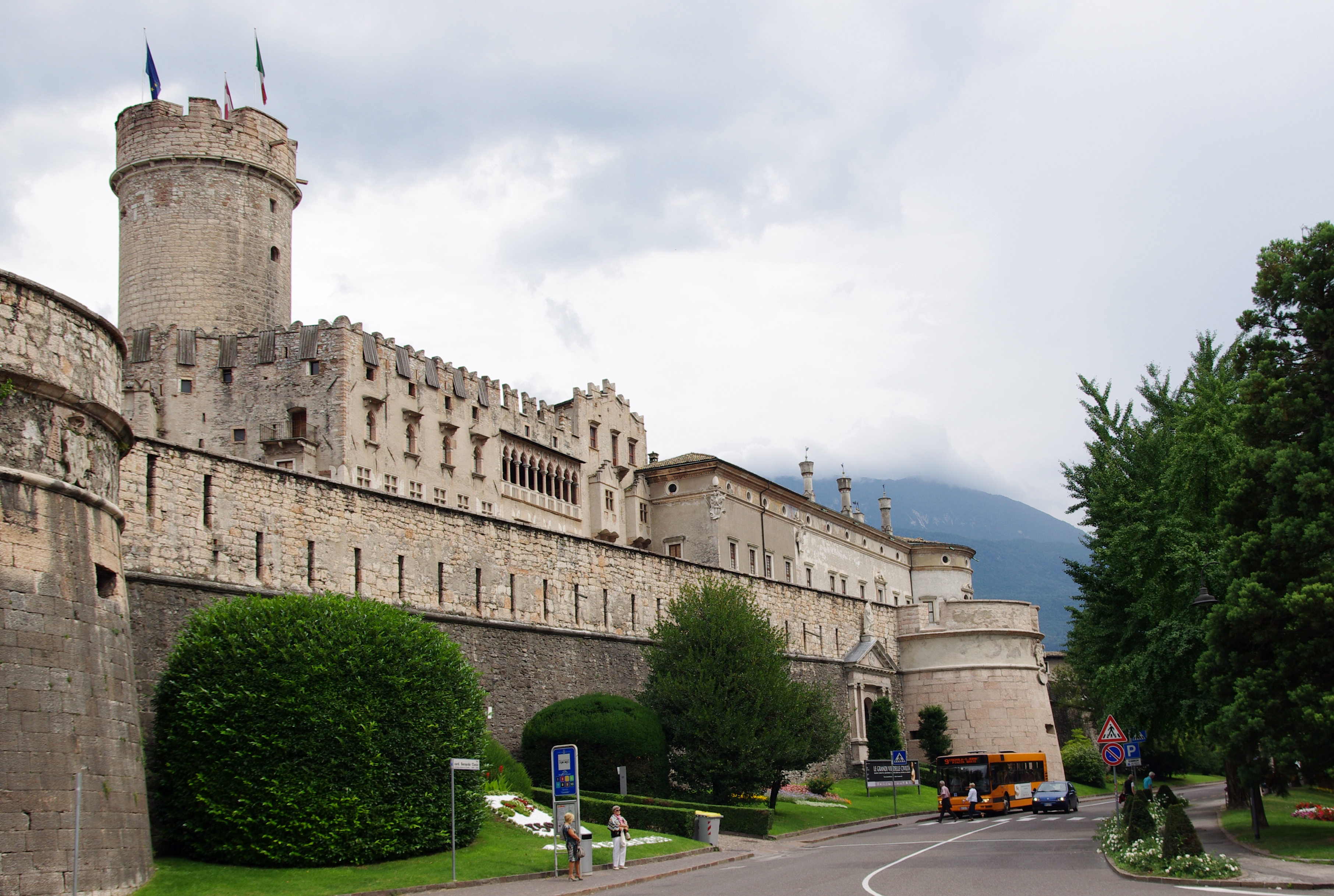
트렌토의 부온콘실리오성은 13세기부터 1803년까지 트렌토 주교후의 거처였다.

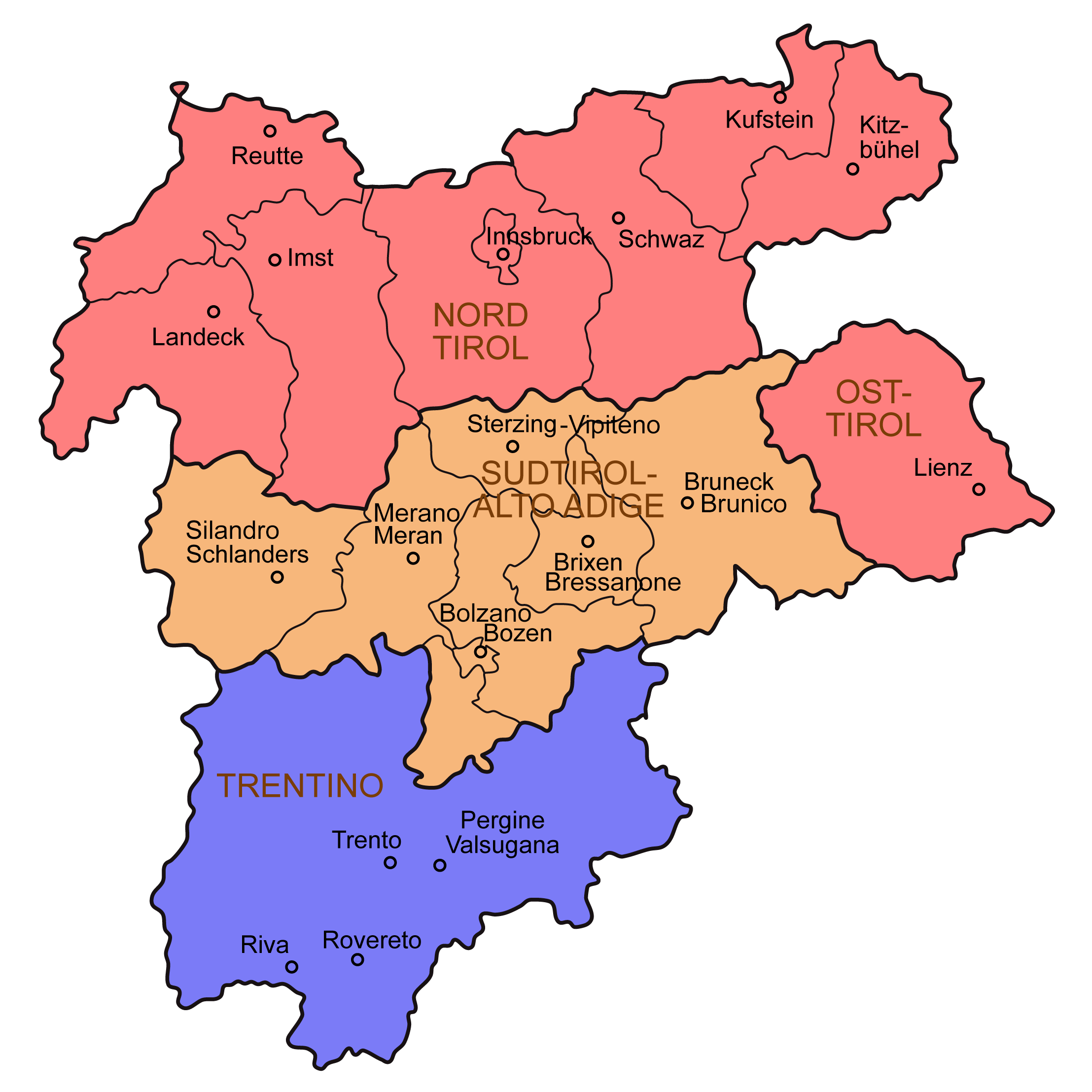
트렌토도는 옛 티롤 지역과 일치하는 유로리전 티롤-볼차노도-트렌토도의 일부이다.

트렌티노의 역사는 석기 시대 중엽에 시작된다. 현재 트렌티노를 이루는 계곡 지역은 이미 인류가 거주했었으며, 주요 취락은 아디제강의 온화한 기후 덕에 강의 유역을 따라 이루고 있었다.
중세 초, 이 지역은 이탈리아 왕국과 베로나 변경백국에 속해 있었다. 1027년에, 트렌토 주교국이 신성 로마 황제 콘라트 2세에 의해 신성 로마 제국의 제후국으로서 세워졌다. 오늘날 트렌토도와 거의 일치하는 이곳은 트렌토 주교후의 통치를 받는 교회 영역이었다.
1545년부터 1563년까지 세 차례에 걸쳐 열렸고, 첫 번째는 트렌트에서 열린 트리엔트 공의회는 로마 가톨릭교회 역사에서 중요한 공의회 중 하나였다. 종교 개혁에 대한 대응으로서 로마 가톨릭교회의 의사였고 구원, 성례, 성경 정경 등에 대한 교리를 정리하였다.
19세기 초 나폴레옹 전쟁 이후, 트렌트 주교국은 세속화 되었고 오스트리아의 티롤 백국에 흡수되었고 합스부르크로트링겐 가문의 지배를 받았다. 제1차 세계대전 기간 대전투가 벌어진 장소였는데, 이곳이 오스트리아 헝가리 제국과 이탈리아 사이 최전선에 위치했기 때문이었다. 트렌티노는 1918년 11월 이탈리아에 점령되었고 1919년 생제르맹앙레 조약을 통해 이탈리아 왕국에 합병되었다.
제2차 세계대전 이후, 이탈리아와 오스트리아 외무장관들은 그루버-데 가스페리 협약을 체결하며, 트렌토도와 볼차노도로 이뤄진 트렌티노알토아디제 자치도가 만들어 졌다. 조약 이후로, 트렌토도는 로마의 이탈리아 중앙 정부로부터 상당한 자치를 누리고 있으며 자치 정부 및 입법 의회를 갖추고 있다.
1996년, 유로리전 티롤-볼차노도-트렌토도가 오스트리아의 티롤주와,  이탈리아의 볼차노도 및 트렌토도 사이에 만들어졌다. 이 협의체의 경계는 옛 티롤 백국과 일치하며 목표는 지역 내 평화, 상호 이해, 그리고 다양한 분야에서의 협력을 증진하는 데 있다. 이 지역의 각 의회들은 여러 차례 공동으로 회의를 개최하였으며, 브뤼셀에 유럽연합과의 공동 연락사무소를 설치하였다.

## 지리

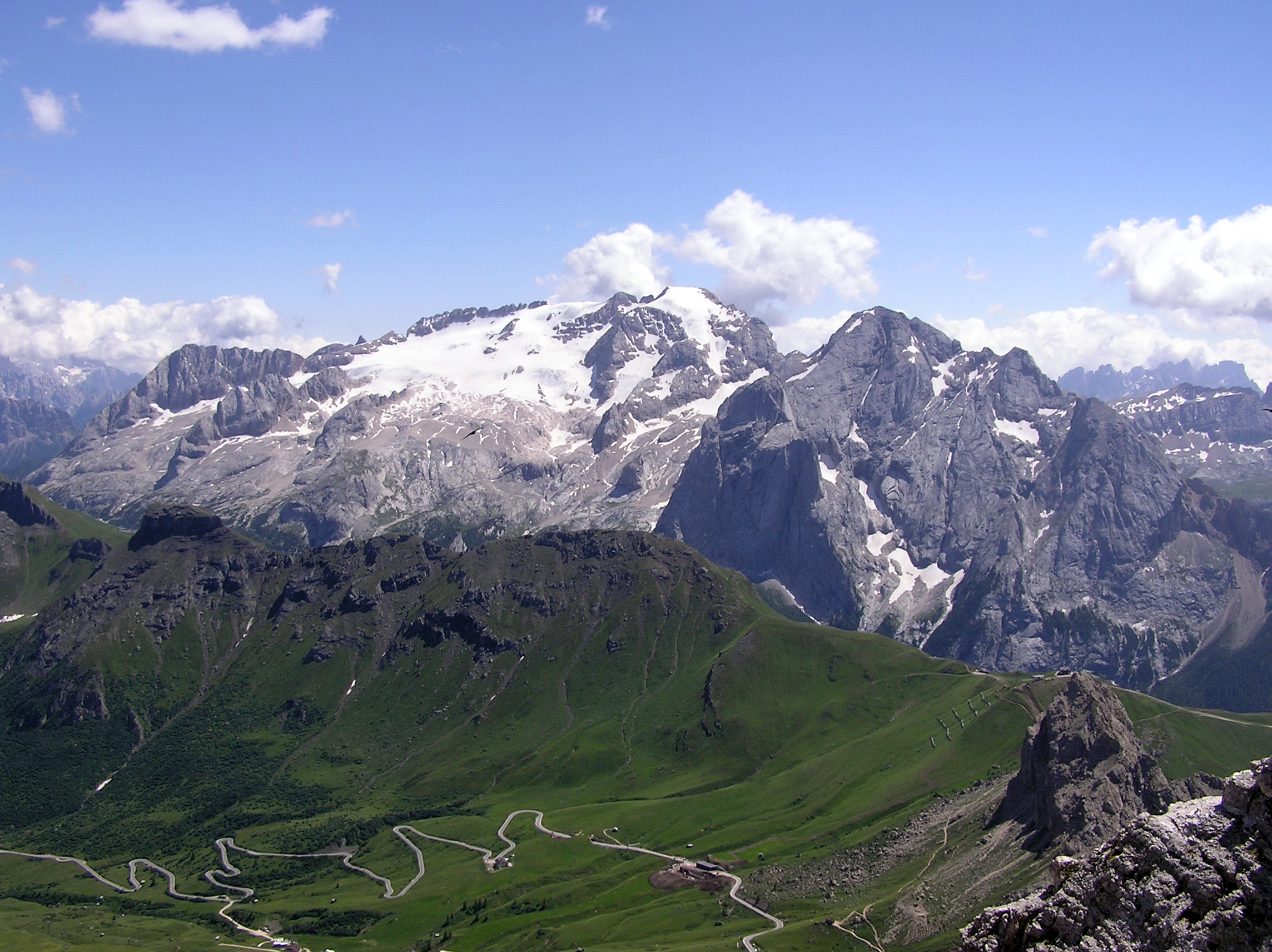
북동쪽에 위치한 마르몰라다는 돌로미티에서 가장 높은 산이다.

트렌토도는 산악 지역이다. 아디제강이 강의 이름을 딴 계곡을 거쳐 트렌도도의 중심부를 가로 질러 흐른다. 이 지역의 핵심 도시들은 아디제 계곡에 위치했으며, 이곳은 이탈리아와 북유럽을 연결하는 역사적 통로였다. 중요 계곡에는 사과 생산으로 유명한 논 계곡, 솔레 계곡, 토렌토를 브레시아와 연결하던 지우디카리에, 피엠메 계곡, 파사 계곡, 라가리나 계곡, 모케니 계곡, 수가나 계곡 등 그외 여럿 등이 있었다.
트렌토도의 면적은 6,214 km2 (2,399 mi2)이고, 총 인구는 524,826 (2010년)명이며 217개 코무네 (지자체)로 이뤄져 있다.
유네스코 세계문화유산에 등장한 산악 지형인 돌로미티가 있는 것으로 유명하다. 해발 3,343 m (10,968 ft) 높이에 있는 마르몰라다는 돌로미티에서 가장 높은 산이다. 마르몰라다의 빙하 역시도 랜드마크이다. 다른 대표적인 산에는 케셀코겔 체르미스, 크로촌 디 브렌타, 라테마르, 피츠 보에, 베차나 등이 있다
트렌토 경계 안으로 완벽하게 들어가 있는 산 중 가장 높은 곳은 프레사넬라이다. 최고 지점은 몬테 체베달레로, 손드리오도와의 경계 지점에 있다.

## 정치
트렌티노알토아디제/트렌티노쥐트티롤의 1972년 제2차 자치 법령은 대부분의 대부분의 입법 및 집행 권한을 주에서 도로 이양함으로써, 사실상 두 개의 별도 지역을 만들어 냈다. 행정적으로, 트렌토도는 보건, 교육, 복지, 운송 교통시설 등 영역에서 큰 자치 수준을 누리고 있다. 도 의회는 의원 35명으로 이뤄져 있고, 이 중에 한 석은 라딘어 소수집단에서 법적 절차를 통해 선출되어야 한다.
2023년 선거에서, 중도보수 연당이 도의회 35석 중 21석을 차지하였다. 이 21석은 트렌티노 동맹에 6석 (도지사 마우리치오 푸가티 자리 포함), 이탈리아의 형제들에 5석, 도지사를 푸가티에게에 4석, 트렌티노 티롤 자치당에 3석, 시민 연합 측에 2석, 파사 연합 등에 1석이 돌아갔으며, 파사 연합의 의석은 이번 회기에서 라딘 소수집단을 위한 법적으로 보장된 것이다. 중도진보 연당이 13석으로 대부분의 반대 의석을 이루고 있다. 여기에는 민주당 7석, 캄포바세 4석, 녹색 좌익당과 자치당 등에 각 한 석씩을 포함한다. 또한 무소속 정당 Wave가 차지한 한 석도 있다.
행정 권한은 도지사 (Presidente)가 이끄는 도 정부 (이탈리아어: Giunta Provinciale)에 부여되어 있다. 2018년 이래로 도지사는 마우리치오 푸가티이다. 2023년, 푸가티는 중도진보 연당의 프란체스코 발두가의 득표율 37.5% 그리고 주요 연당에 소속되어 있지 않은 후보들의 득표율 약 10% 가량에 앞서는 51.8% 득표율을 얻어내며 자리를 유지했다.
입법기관으로서 수행하는 것 외에도, 트렌도의회는 볼차노도의회와 함께 트렌티노알토아디제 주의회를 이루고 있다. 트렌토도의 도지사는 볼차노도지사와 번갈아 트렌티노알토아디제주의 주지사를 맡는다. 주 정부는 트렌토의 옛 'Hotel Imperial' 건물에 청사를 두고 있다.

### 행정
트렌토도가 보통 규모가 작은 217개 지방자치단체 (코무네로 구분되기에, 1970년대 후반에 11개 구역 (comprensori)으로 된 보다 큰 행정 구역 단위가 도입되었다. 구역을 이루는 지자체들은 그 구역을 위한 의회를 선출했다. 하지만, 이 행정 구역에 대한 서열이 논란을 불러 일으켰고, 2006년 행정 개편으로 15개로 이뤄진 좀더 조화를 이루는 '계곡 공동체' (comunità di valle, Talgemeinden)와 트렌토, 치모네, 알데노, 가르니가테르메) 등 지자체들로 이뤄진 특별 구역 하나가 신설되었다.
| #  | 명칭                             | 지차체 | 거주 인구 | 중심지           | 지도 |
| -- | -------------------------------- | ------ | --------- | ---------------- | ---- |
| 1  | 발 디 피엠메 지역 공동체         | 9      | 18,567    | 카발레세         |      |
| 2  | 프리미에로 공동체                | 5      | 9,836     | 토나디코         |      |
| 3  | 발수가나 에 테시노 공동체        | 18     | 25,694    | 보르고발수가나   |      |
| 4  | 알타 발수가나 에 베르슨톨 공동체 | 15     | 45,228    | 페르지네발수가나 |      |
| 5  | 발레 디 쳄브라 공동체            | 7      | 10,854    | 쳄브라           |      |
| 6  | 발 디 논 공동체                  | 29     | 37,143    | 클레스           |      |
| 7  | 발레 디 솔레 공동체              | 13     | 15,020    | 말레             |      |
| 8  | 주디카리에 공동체                | 25     | 35,647    | 티오네디트렌토   |      |
| 9  | 알토 가르다 에 레드로 공동체     | 7      | 42,955    | 리바델가르다     |      |
| 10 | 발라가리나 공동체                | 17     | 78,482    | 로베레토         |      |
| 11 | 파시아 보통 공동체               | 6      | 9,195     | 포차디파사       |      |
| 12 | 알티피아니 침브리 대 공동체      | 3      | 4,442     | 라바로네         |      |
| 13 | 로탈리아나-쾨닉스베르크 공동체   | 7      | 25,953    | 메초코로나       |      |
| 14 | 파가넬라 공동체                  | 5      | 4,731     | 안달로           |      |
| 15 | 발 다지제 구역                   | 4      | 110,061   | '미정'           |      |
| 16 | 발레 데이 라기 공동              | 3      | 9,349     | 베차노           |      |

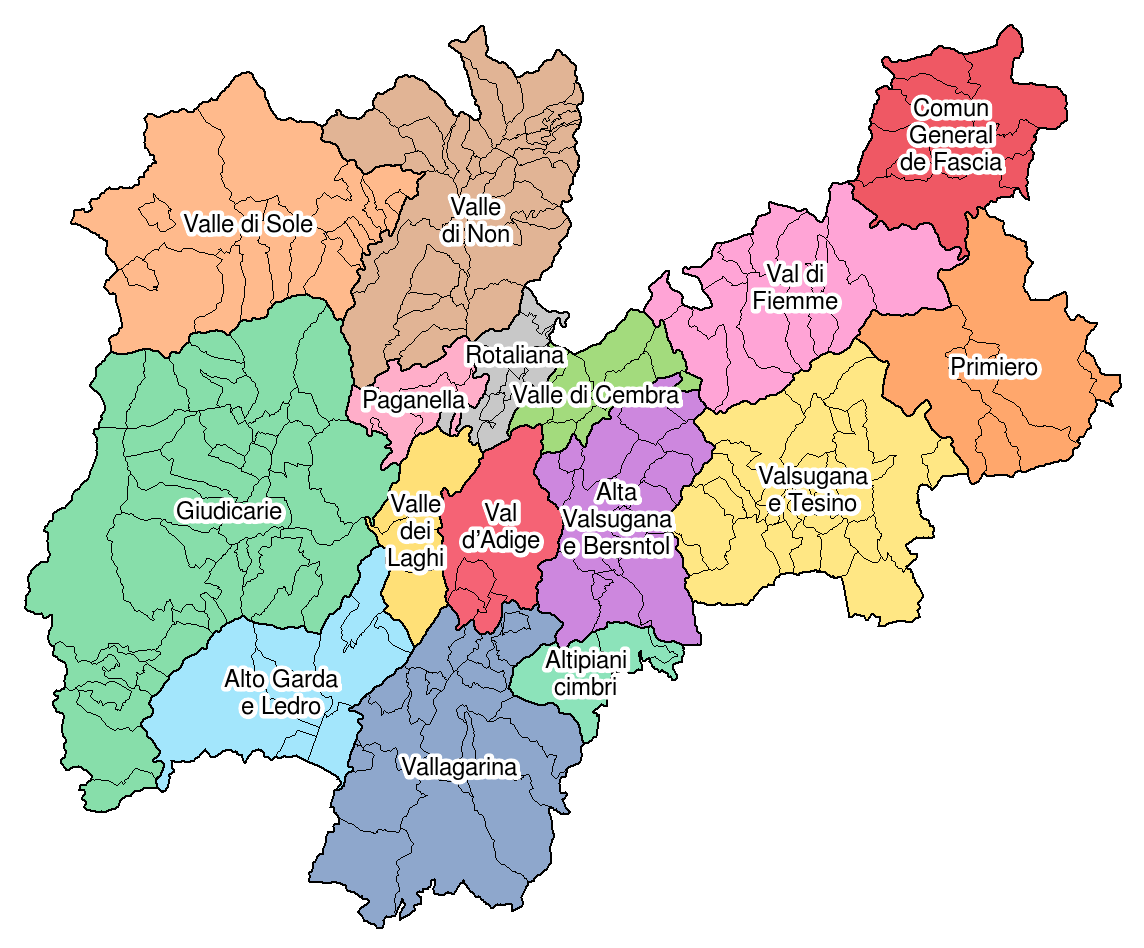
2006년 트렌도도에 신설된 16개 구역

2006년 트렌도도에 폐지된 11개 구역

2009년 기준, 인구가 2만 명이 넘는 지자체들은 트렌토, 로베레토, 페르지네발수가나 뿐이다.

## 경제

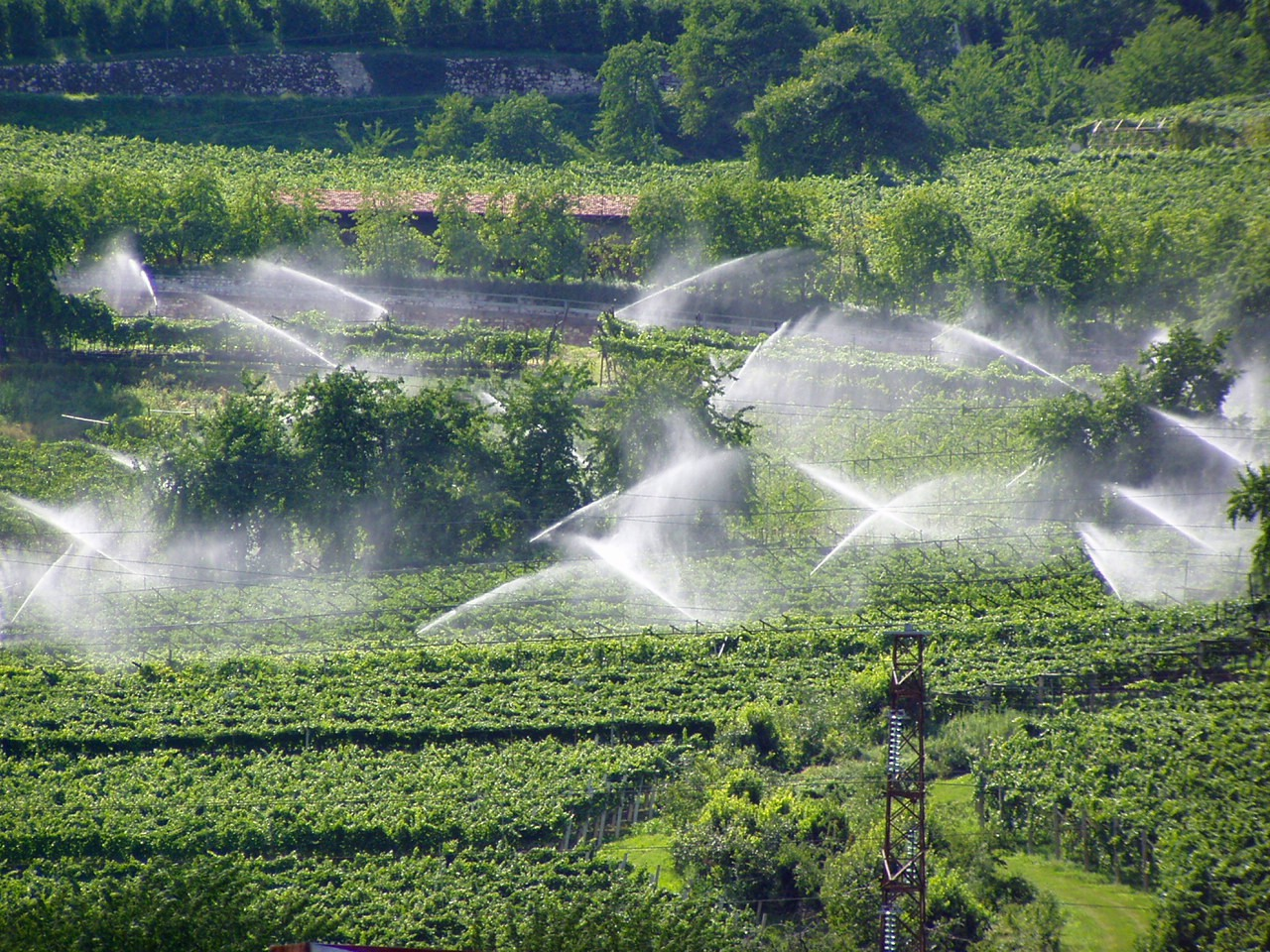
토렌토도의 포도밭

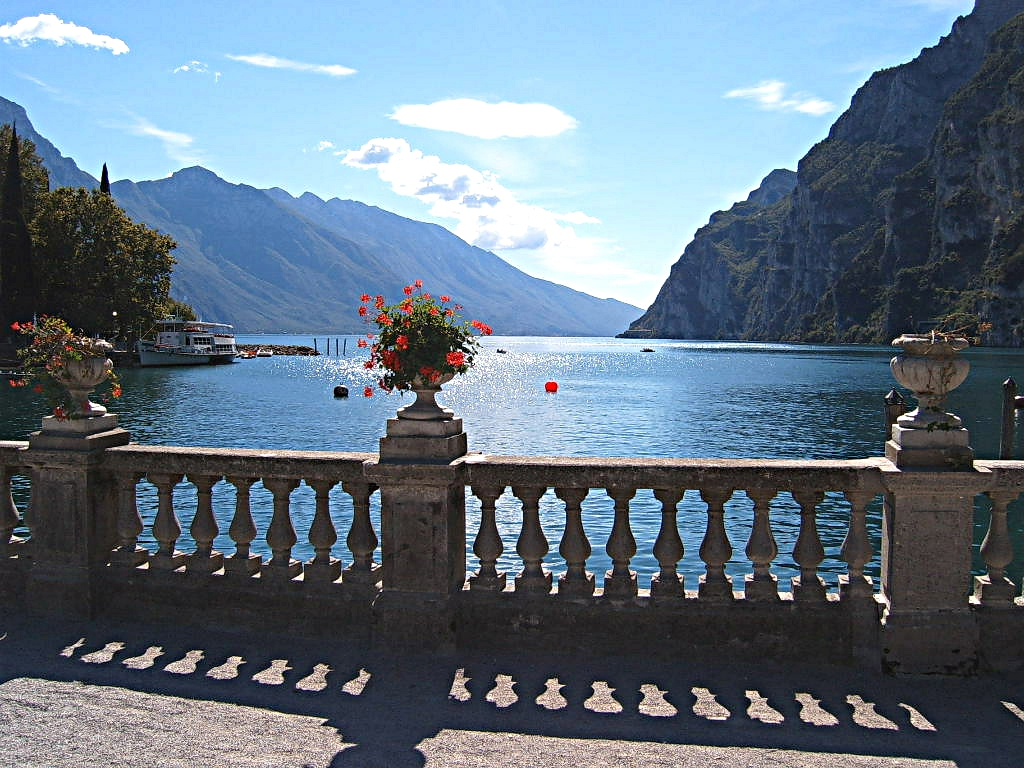
남쪽 리바델가르다에서 본 가르다호. 관광업은 트렌토도 경제의 주요 수익원이다.

트렌토도의 국내총생산 (GDP)은 2023년 255억 유로였으며, 이탈리아 경제 총생산에 1.2%에 해당한다. 구매력 평가 기준 일인당 국내총생산은 37,900 유로 또는 같은 해 유럽연합 27개국 평균의 126%였다. 종사자 1인당 국내총생산은 유럽 평균의 119%이었다.
이 지역의 대부분이 산악 환경으로 뒤덮여 있음에도, 농업이 중요한 부분을 차지하고 있다. 농가들은 종종 협동조합 형태로 결합하여 규모를 확대하기도 한다. 주요 생산품으로는 사과(볼차노도와 함께 전국 생산량의 50%, 남티롤과 함께), 기타 과일, 채소(발디그레스타), 포도 등이 있으며, 이 가운데 포도는 품질 면에서 특히 중요하여 드라이 및 스파클링 포도주 생산에 활용된다.
2008년 1월, 에드트 마흐 협회가 이 지역의 농업, 농산품, 환경 분야의 연구, 훈련, 활동을 촉진하기 위해 설립되었다.
주요 산업들은 대개 중소 규모로 발수가나, 발라가리나, 아디제 계곡에 집중되어 있다. 분야는 직물, 기계, 목재, 종이 생산 등이다. 수력 발전도 중요하다.
관광은 이 지역 경제의 대들보이다. 주요 휴양지는 마돈나디캄필리오, 산마르티노디카스트로차, 피에라디프리미에로, 카나체이, 모에나, 카발레세, 폴가리아, 폴가리다마릴레바, 리바델가르다, 레비코테르메, 코마노테르메, 론체뇨 등이 있으며 마지막 세 개는 온천이 있는 것으로 유명하다.
실업률은 2023년 기준 3.8%이었다.

### 운송

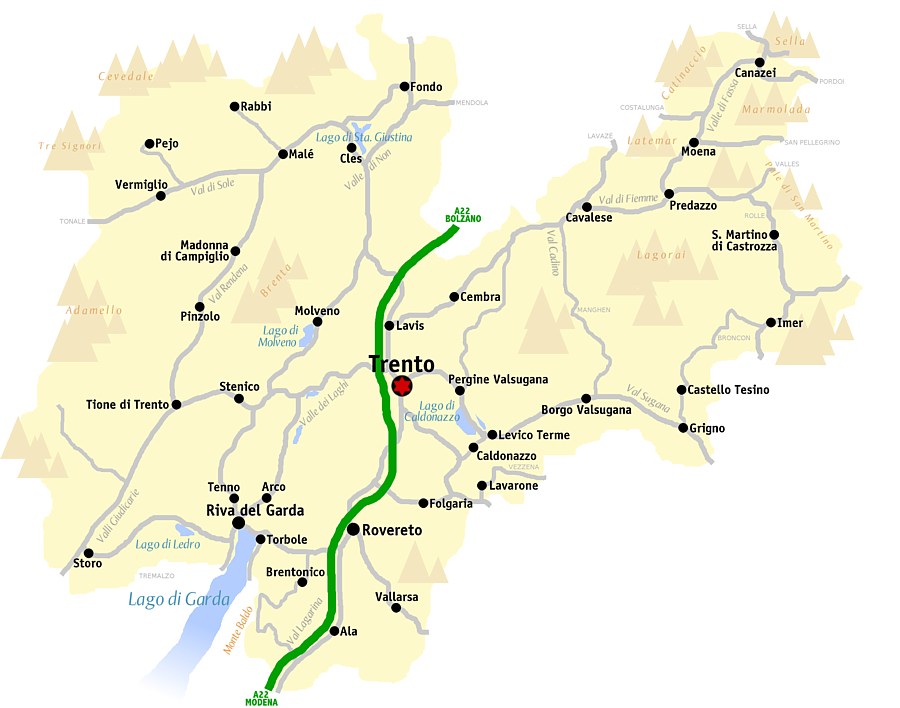
토렌토도의 도로 지도

트렌토도는 이탈리아와 독일을 잇는 주요 도로와 철도가 지나간다. 여기에는 아우토스트라다 A22 도로가 있으며 이 도로는 아디제/에취강을 따라 통과한다. 도로 교통의 상당 부분을 철도로 전환하려는 지역 차원의 사업이 현재 검토 중에 있다.
트렌토도에는 트렌토와 베네치아를 잇는 발수가나 선과 트렌토와 말레를 잇는 트렌토-말레-메차나 선이 있다.

## 인구
2019년 트렌토도의 인구는 541,098명이었다. 인구가 가장 집중된 곳은 도청이 있는 트렌토 주변과 남부 지역이다. 도 전체는 175개 지자체로 구분된다.

### 언어

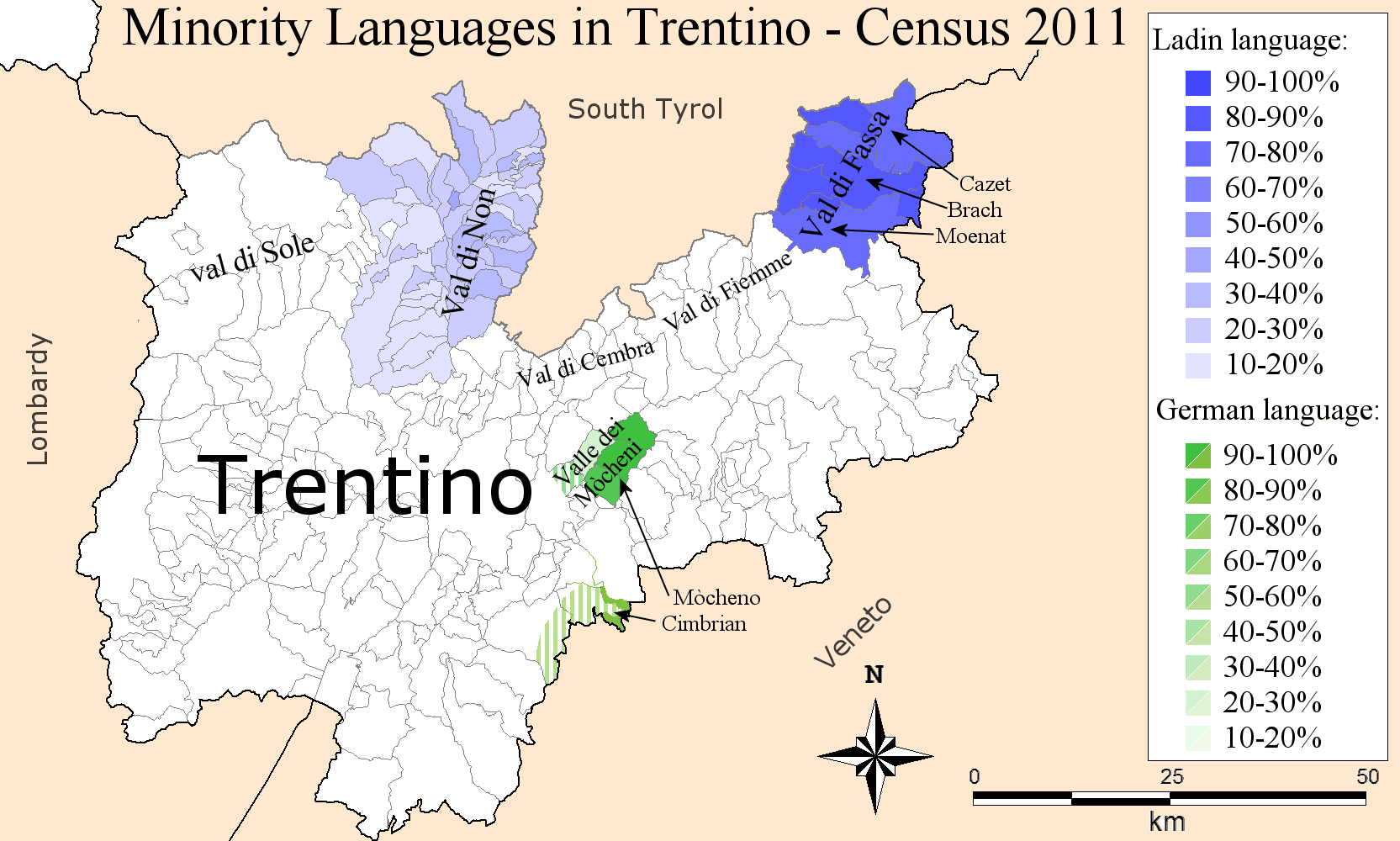
트렌토도 내 소수 언어.
2011년 인구 조사 정보에 따른 표기.

트렌토도의 인구 대다수는 이탈리아어를 구사하며, 현지 이탈리아인들의 지역 언어는 동부 롬바르디아와 베네치아 방언이다. 트렌토도는 토착 소수 언어 세 개가 있는 곳이며, 바로 라딘어, 모체노어, 침바르어 등이다. 모든 언어는 도 차원 그리고 주 차원에서 법률, 규정, 규제를 통해 보호받고 있다.
제2차 세계대전 종전 및 지방 정부로 권한의 이양이 이뤄진 이후, 1990년대에 정책 변화가 서서히 이뤄졌다. 그 시기 이래로 세 언어와 고유한 문화유산 및 정체성을 보호하고 장려하기 위한 여러 포괄적인 법률과 규정이 제정되어 시행되고 있다. 이에 대한 예시로 지역 언어로 된 학교 교육과정이 확대되었으며 도로 표지판도 이중 언어로 표기되고 있다. 세 소수 집단은 모두 각각의 문화원을 두고 있으며, 이는 국가 법령에 따라 설립되었고 국가의 재정 지원을 받는다. 이러한 문화원의 목적은 각 집단의 문화와 언어를 보존하고 증진하는 데 있다.
라딘어 소수집단은 카나체이(Cianacei), 캄피텔로디파사(Ciampedel), 마친(Mazin), 모에나, 소라가, 센얀디파사 등 지자체가 있는 파사 계곡에서 발견된다. 2001년 인구 조사 때, 트렌토도의 16,462명은 자신들의 모어를 라딘어라고 했다.
모체노어는 프라실론고(Garait), 팔루델페르시나(Palai en Bersntol), 피에로초(Vlarötz) 등 지자체에서 구사하고, 침바르어는 루세르나(Lusérn)에서 사용한다. 2001년 인구 조사 당시에 모체노어 구사자 2,276명, 침바르어 구사자 882명이 있었다. 2001년 인구조사에 따른 언어별 분포는 다음과 같다:
| 언어       | 사용자 수 | 백분율 |
| ---------- | --------- | ------ |
| 이탈리아어 | 457,397   | 95.8   |
| 라딘어     | 16,462    | 3.5    |
| 모체노어   | 2,276     | 0.5    |
| 침바르어   | 882       | 0.2    |
| 합계       | 477,017   | 100    |

노네소어는 논 계곡에서 발생한 언어로 일부 언어학자들은 라딘어의 일종으로 보기도 한다. 추정 상 30,000명의 화자가 존재한다. 솔란드로어 역시 라딘어의 억양 중 하나인지 별도의 언어인지에 대해 논쟁에 있다. 구사자들은 솔레 계곡에서 주로 발견되고 추정 상 15,000명 구사자가 있다. 두 지역어는  모두 갈로로망스어 계통 내의 방언으로 간주되기도 한다. 노네소어와 솔란드로어는 공식적으로 별도의 언어가 아니기에 이에 대한 공식적인 인구 조사 자료는 존재하지 않다. 2001년 인구 조사 당시 라딘어 화자의 총 합계에서 파사 계곡 응답자는 약 7.500명이 넘어갔다. 다수의 노네소어와 솔란드로어의 화자는 라딘어 화자로 인식하는 한편, 다른 이들은 자신의 언어가 라딘어인지 별개의 언어인지에 대한 의견 차이로 인해 그 선택권을 행사하지 않기도 했다.

## 문화
트렌토도는 문화적 접촉이 이뤄지는 지역이다. 과거에 독일인, 이탈리아인, 라딘인 등이 이 지역에 들어왔다. 이 알프스 산악 지방은 산악 고개와 고원이 구릉 지대 및 평야와 이어지고, 다양한 민족과 문화가 어우러지는 땅이다. 이 지역의 역사뿐만 아니라 일부 계곡의 비교적 고립된 지리적 위치는 오늘날까지 이어져 온 풍부한 문화와 수많은 풍습 및 전통을 낳았다. 또한 일부 소수 집단과 독특한 음식 문화도 현재까지 보존되어 있다.

### 박물관
트렌토도에는 다수의 박물관들이 있으며, 지방 정부의 재정적 지원을 통해 지난 20여 년간 대단한 발전을 이뤘다. 주요 박물관은 다음과 같다:
- 트렌토 로베레토 현대 미술관 (MART) - 2002년 로베레토의 코르소 베티니에 개관했다. 현대적 건축물은 마리오 보타가 설계하였으며, 도시의 옛 구조물과 조화롭게 어울리도록 했다. MART는 방대한 현대 미술 상설 소장품을 자랑하며, 점차 국제적인 위상을 확대해 나가는 것을 목표로 하고 있다.
- MUSE - 트렌토 과학 박물관
- 로베레토 시립 박물관 - 1851년 설립되었고 이탈리아에서 가장 오래된 박물관에 속한다
- 부온콘실리오 박물관 - 부온콘실리오성에 있으며 트렌토 지역의 오래된 박물관이다
- 트리덴티네 자연과학 박물관 - 트렌토에 위치
- 항공 박물관 - 잔니 카프로니를 주제 (마타렐로에 위치)
- 트렌티노 주민의 생활과 풍습 박물관 - 주요 알프스 산맥 지역의 민속지학 및 물질 문화 박물관 중 하나이며, 산미켈레알디제에 위치해 있다
- 로베레토 전쟁 박물관 - 제1차 세계대전을 주제로 하며, 성에 위치해 있다
- 프레다초의 돌로미티 지질 박물관
- 파드레 키노 박물관 - 발디논의 세뇨에 위치했으며 선교사 겸 탐험가 에우세비오 키노의 생애와 오늘날 애리조나 및 소노라 경계의 현지인들을 주제로 하고 있다

또한 주목할 만한 것은 트렌토도의 세 소수 집단을 위해 설립된 문화원들과 박물관들이며, 발디파사의 "majon di fascegn" 라딘 문화원, 독일어계 소수 언어 집단 모체노어, 침바르어의 촉진을 위한 "Kulturinstitut Bersntol - Lusérn" 등이다

### 성
트렌토도에는 여러 성들이 존재한다. 지방 정부의 재정 지원으로, 성 중에 일부는 복원이 이뤄질 수 있었고 현재 대중들에 공개되어 있다. 중요한 성은 다음과 같다:
- 부온콘실리오성 (트렌토)
- 톤성 (발디논)
- 스테니코성 (발라가리나
- 베세노성 (아디제강 계곡에 위치)
- 토블리노성 (발레델사르카)
- 클레스성 (클레스 근처)
- 아르코성 (아르코).

### 스포츠와 레크리에이션

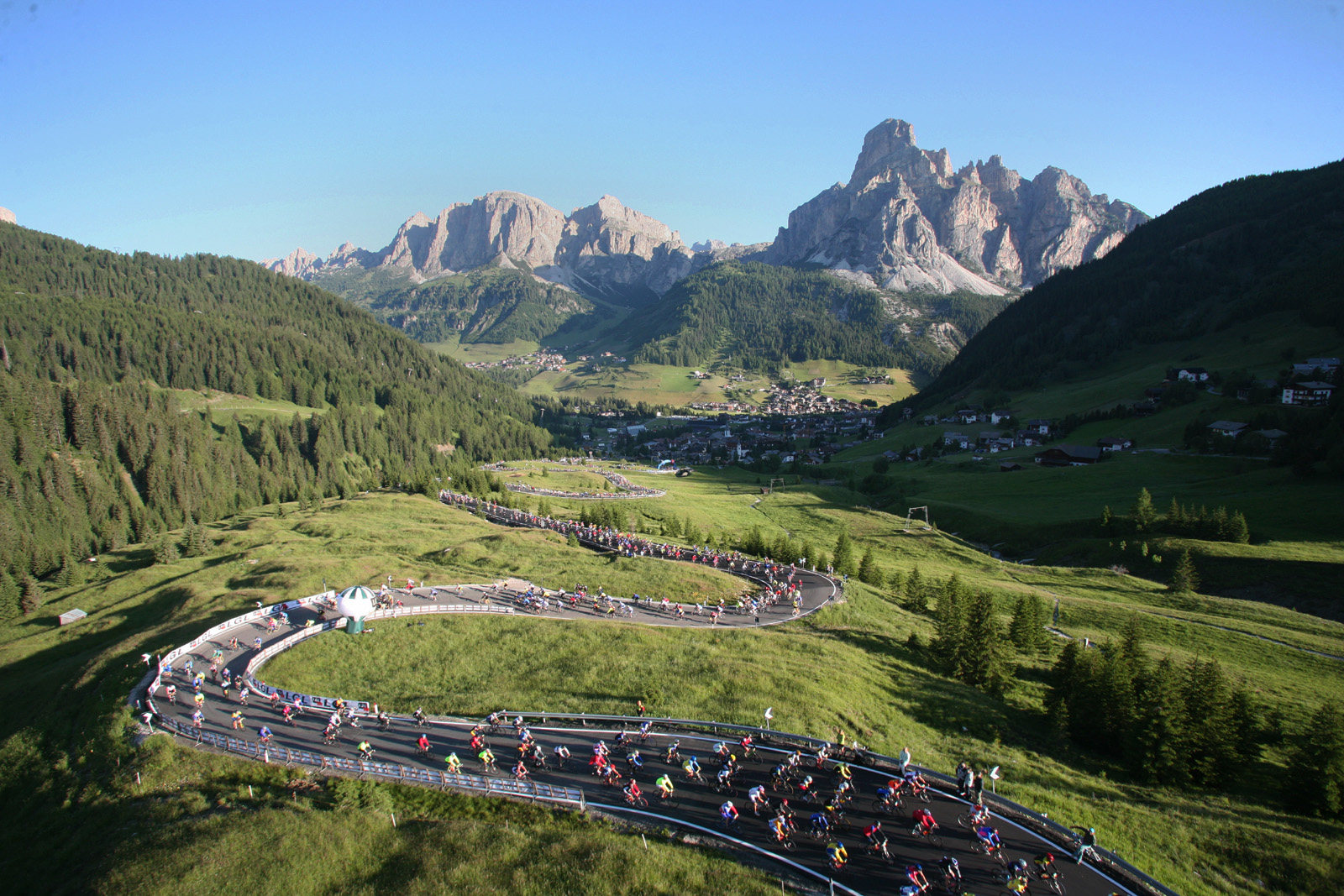
2008년 마라토나 들레스 돌로미티 중 캄폴론고 고개를 오르는 모습으로, 배경은 코르바라

트렌토도는 등산과 트레킹, 겨울 스포츠 등을 할 여러 기회를 제공하고 있다. 중요한 겨울 행사에는 국제 스키 연맹이 운영하는 세계 노르딕 스키 선수권 대회, 세계 스노보드 선수권 대회, 세계 프리스타일 스키 선수권 대회 등의 세계 선수권 대회와 더불어 아다멜로 스키 레이드, 마르찰론가 등이 있다. 투르 드 스키는 2007년 이래로 폐막식을 발 디 피엠메에서 열고 있고, 알페 체르미스의 알파인 스키 코스를 따라 최종 절벽을 오르는 구간이 있다.
봄과 여름에는, 사이클링이 이 지역에 큰 행사이며, 산악 고개를 넘나드는 지로 델 트렌티노, 마라토나 들레스 돌로미티 등이 있다. 크로스 델라 발라가리나 및 지로 알 사스의 10km 경주 등이 펼쳐지는 크로스 컨트리 경주 역시도 열린다.
축구는 트렌토도의 인기 있는 구기 종목이다. 이 지역의 축구 팀에는 US 알타 발라가리나, AC 메초코로나, ASD 포르피도 알비아노, 트렌토 칼초 1921 등이 있다.
트렌티노 발리는 이탈리아의 프로 배구 팀이다. 2000년 이래로 이탈리아 배구 리그에 참가 중이며, 아퀼라 트렌토는 이탈리아 1부 리그 농구 팀에 참가되어 있다.

## 같이 보기
- 티롤
- 트렌티노알토아디제주